# Минлаг
Минлаг — Минеральный лагерь, (Особый лагерь № 1, Особлаг № 1, позже (с 10.05.1948) Минеральный ИТЛ) с центром в посёлке Инта Коми АССР.

## История
Особый лагерь № 1, Особлаг № 1 или «Минлаг» (адрес «п/я ЖЧ-388»), предназначенный почти исключительно для политзаключённых, организован по Приказу МВД от 28 февраля 1948 года № 00219 в помещениях ликвидируемого Интинского ИТЛ. Условное наименование «Минеральный» присвоено позже, с 10 мая 1948 года. Максимальное число заключённых в Минлаге указано для 1 января 1952 года — 34 448 человек (из них 142 каторжанина и 957 иностранцев — «иноподданных» (по состоянию на 28.10.1951)). О соотношении «особого контингента», осуждённых по политической 58 статье УК, и так называемого «общего контингента» (осуждённых по другим статьям УК) можно судить по данным для 01.02.1953 — на 27 753 политических заключённых приходился 4081 «бытовик». 27.05.1949 в связи с передислокацией Северного управления лагерей железнодорожного строительства ГУЛЖДС и освобождением помещений в посёлке Абезь, все они переданы Минлагу для организации лаготделения для инвалидов и нетрудоспособных на 5000 з/к (cм. Абезьский лагерь). Закрыт 6 марта 1957 года, все лагерные подразделения переданы Печорскому ИТЛ.

## Выполняемые работы
- обслуживание комбината «Инта-уголь»;
- добыча каменного угля на шахтах № 1—4, 6, 7, 10;
- строительство новых шахт № 5, 9, 11—14 и работа на них;
- работа на месторождении Еджид-Кырта (шахты, угольный разрез);
- работа на месторождении Еджид-Кырта Кожим (добыча угля, золота, кварца);
- капитальное и дорожное строительство;
- работа на кирпичном заводе;
- строительство шлакоблочного завода;
- лесозаготовки для нужд комбината.

## Численность
| Дата          | численность | Дата           | численность |
| ------------- | ----------- | -------------- | ----------- |
| сентябрь 1948 | 9332        | 1 января 1953  | 27 785      |
| декабрь 1948  | 10 373      | 1 февраля 1953 | 31 834      |
| 1 января 1949 | 24 112      | 1 января 1954  | 28 055      |
| 1 января 1950 | 28 371      | 1 января 1955  | 15 259      |
| 1 января 1951 | 33 056      | 1 января 1956  | 10 327      |
| 1 января 1952 | 34 448      | 28 марта 1957  | 6819        |

Лимит наполнения менялся от 25 000 (28 февраля 1948), 15 000 (30 июля 1948), 20 000 (27 мая 1949); 26 000 (19 ноября 1949) до 28 000 (16 января 1950).
На 28 октября 1951 в Минлаге содержались 142 каторжника и 957 так называемых «иноподданных» (другими словами, иностранцев — это была одна из специализаций Минлага). Доля уголовников (так называемых заключённых «общего контингента» в отличие от «особого контингента», то есть осуждённых по 58-й политической статье) на 1 февраля 1953 года в Минлаге составляла 12,8 % (4081 из 31 834 з/к).

## Начальники
- Смирнов И. И., полковник, с 27.04.1948 по 30.10.1948.
- Халеев М. И., полковник административной службы, с 30.10.1948 — не ранее 05.01.1952.
- Монахов, генерал-майор, упоминается 01.03.1952.
- Козлов И. Г., подполковник, в октябре—ноябре 1951 упоминается как и. о. начальника, с 12.11.1953 по 31.05.1955 — начальник.

### Начальники отделов
- Быстров А. С. — генерал-лейтенант, начальник оперотдела, с марта по июль 1953.